# Olios tiantongensis
Olios tiantongensis är en spindelart som först beskrevs av Zhang och Kim 1996.  Olios tiantongensis ingår i släktet Olios och familjen jättekrabbspindlar. Inga underarter finns listade i Catalogue of Life.